# Liste der Kulturdenkmäler in Damscheid
In der Liste der Kulturdenkmäler in Damscheid sind alle Kulturdenkmäler der rheinland-pfälzischen Ortsgemeinde Damscheid aufgeführt. Grundlage ist die Denkmalliste des Landes Rheinland-Pfalz (Stand: 27. Oktober 2023).

## Einzeldenkmäler
| Bezeichnung                          | Lage                                                 | Baujahr                 | Beschreibung | Bild                           |
| ------------------------------------ | ---------------------------------------------------- | ----------------------- | --- | ------------------------------ |
| Katholische Pfarrkirche St. Johannes | St.-Johann-Straße 11a Lage                           | um 1150                 | romanischer Westturm, um 1150; spätgotische Taufkapelle am Chor, um 1450; barocker Saalbau, 1682; bauliche Gesamtanlage aus Kirche und Friedhof | weitere Bilder Fotos hochladen |
| Bußkreuz und Kriegerdenkmal          | St.-Johann-Straße, bei Nr. 11a auf dem Friedhof Lage | 19. und 20. Jahrhundert | Bußkreuz, bezeichnet 1844; Kriegerdenkmal, kapellenartige reliefierte Anlage                                                                    | Fotos hochladen                |